# جيمي مكدونالد (لاعب كرة قدم)
جيمي مكدونالد (بالإنجليزية: Jimmy McDonald)‏ هو لاعب كرة قدم بريطاني (وحمل سابقاً جنسية المملكة المتحدة لبريطانيا العظمى وأيرلندا) في مركز مهاجم داخلي، ولد في 1882، وتوفي في 1924. لعب مع برادفورد سيتي وريث روفرز وSt Bernard's F.C. ‏.